# Chaetocnema granulosa
Chaetocnema granulosa (лат.) — вид жуков-листоедов (Chrysomelidae) рода Chaetocnema трибы земляные блошки из подсемейства козявок (Galerucinae). Палеарктика и Юго-Восточная Азия: Китай (Taiwan), Корея, Япония.

## Описание
Длина 1,67—1,75 мм, ширина 1,02—1,18 мм. Соотношение максимальной ширины обоих надкрылий к максимальной ширине пронотума 1,08—1,12.
Переднеспинка и надкрылья с синеватым отблеском. Ноги и усики в основном желтовато-коричневые с зеленоватым блеском (1-4 антенномеры и голени жёлтые). Голова гипогнатная (ротовые органы направлены вниз). От других видов рода (Chaetocnema fortecostata ) отличается формой тела и строением гениталий самцов. Фронтолатеральная борозда присутсутствует. Кормовые растения: Rubus hirsutus, Rubus trifidus.
Средние и задние голени с выемкой на наружной стороне перед вершиной. Лобные бугорки не развиты. Переднеспинка без базальной бороздки, но с двумя продольными вдавлениями. Вид был впервые описан в 1874 году британским энтомологом Джозефом Бейли (Joseph Sugar Baly, 1816—1890) по материалам из Японии. Валидный статус был подтверждён в 2011 году в ходе ревизии палеарктической фауны рода Chaetocnema, которую провели энтомологи Александр Константинов (Systematic Entomology Laboratory, USDA, c/o Smithsonian Institution, National Museum of Natural History, Вашингтон, США), Андрес Баселга (Andrés Baselga; Departamento de Zoología, Facultad de Biología, Universidad de Santiago de Compostela, Santiago de Compostela, Испания), Василий Гребенников (Ottawa Plant Laboratory, Canadian Food Inspection Agency, Оттава, Канада) с соавторами (Jens Prena, Steven W. Lingafelter).